# Olympische Winterspiele 1976/Teilnehmer (DDR)
| Gelbes Symbol für Goldmedaillen mit stilisierten Olympischen Ringen | Graues Symbol für Silbermedaillen mit stilisierten Olympischen Ringen | Braundes Symbol für Bronzemedaillen mit stilisierten Olympischen Ringen |
| ------------------------------------------------------------------- | --------------------------------------------------------------------- | ----------------------------------------------------------------------- |
| 7                                                                   | 5                                                                     | 7                                                                       |

Die DDR nahm an den Olympischen Winterspielen 1976 in Innsbruck mit einer Delegation von 59 (40 Männer, 19 Frauen) Athleten teil und belegte den zweiten Platz in der Medaillenwertung hinter der UdSSR. Der Bobpilot Meinhard Nehmer wurde als Fahnenträger der DDR-Mannschaft zur Eröffnungsfeier ausgewählt. Jener war zusammen mit seinem Mannschaftskollegen Bernhard Germeshausen als Doppelolympiasieger auch erfolgreichster DDR-Vertreter. Am Eishockeywettbewerb und in den alpinen Skidisziplinen nahmen keine DDR-Sportler teil.

## Teilnehmer nach Sportarten

### Biathlon
Während die Biathleten in der Einzelentscheidung nichts mit dem Ausgang des Wettkampfes zu tun hatten, erreichte die Staffel mit dem 18-jährigen Frank Ullrich den Bronzeplatz.
Männer:
- Manfred Beer (SG Dynamo Zinnwald)
Einzel (20 km): 27. Platz
Staffel (4 × 7,5 km):
- Frank Ullrich (ASK Vorwärts Oberhof)
Staffel (4 × 7,5 km):
- Manfred Geyer (ASK Vorwärts Oberhof)
Einzel (20 km): 12. Platz
Staffel (4 × 7,5 km):
- Karl-Heinz Menz (ASK Vorwärts Oberhof)
Staffel (4 × 7,5 km):
- Karl-Heinz Wolf (SG Dynamo Zinnwald)
Einzel (20 km): 15. Platz
- Andreas Richter (SG Dynamo Zinnwald)
kein Einsatz*

In der Statistik wird Richter daher nicht als Olympiateilnehmer gezählt.

### Bob
Mit Meinhard Nehmer stellte die DDR den Doppelolympiasieger. Auch Bernhard Germeshausen gewann zweimal Gold.
Viererbob
- Meinhard Nehmer, Jochen Babock, Bernhard Germeshausen und Bernhard Lehmann (DDR I)
- Horst Schönau, Horst Bernhardt, Harald Seifert und Raimund Bethge (DDR II)
4. Platz

Zweierbob
- Meinhard Nehmer und Bernhard Germeshausen (DDR I)
- Horst Schönau und Raimund Bethge (DDR II)
7. Platz

### Eiskunstlauf
Die Eiskunstläufer gewannen drei Medaillen und waren damit die zweitbeste Nation nach der UdSSR, die eine Medaille mehr gewann. Im Paarlauf platzierten sich alle drei Paare unter den besten sechs und gewannen dabei Silber und Bronze. Bei den Männern verpasste Jan Hoffmann um winzige 0,04 Punkte den dritten Platz.
| Frauen: - Christine Errath (SC Dynamo Berlin) - Anett Pötzsch (SC Karl-Marx-Stadt) 4. Platz - Marion Weber (SC Karl-Marx-Stadt) 11. Platz | Männer - Jan Hoffmann (SC Karl-Marx-Stadt) 4. Platz | Paare: - Romy Kermer/Rolf Oesterreich (SC Dynamo Berlin) Paarlauf: - Manuela Groß/Uwe Kagelmann (SC Dynamo Berlin) Paarlauf: - Kerstin Stolfig/Veit Kempe (SC Dynamo Berlin) Paarlauf: 6. Platz |

### Eisschnelllauf
Erst 16 Jahre nach dem Olympiasieg von Helga Haase in Squaw Valley gewann die erst 15-jährige Andrea Mitscherlich wieder eine Olympiamedaille für die DDR. Mit mehreren einstelligen Platzierungen deutete vor allem die sehr junge Frauenmannschaft das spätere Potential im DDR-Eisschnelllauf an.
| Frauen: - Heike Lange (SC Dynamo Berlin) 500 m: 10. Platz 1000 m: 8. Platz - Andrea Mitscherlich (SC Einheit Dresden) 1500 m: 10. Platz 3000 m: - Ines Bautzmann (SC Einheit Dresden) 500 m: 15. Platz 1500 m: 7. Platz 3000 m: 5. Platz - Ute Dix (SC Karl-Marx-Stadt) 500 m: 20. Platz 1000 m: 21. Platz - Monika Zernicek (SC Dynamo Berlin) 1000 m: 12. Platz - Karin Kessow (SC Dynamo Berlin) 1500 m: 5. Platz 3000 m: 4. Platz | Männer: - Harald Oehme (TSC Berlin) 500 m: 24. Platz 1000 m: 20. Platz - Manfred Winter (SC Karl-Marx-Stadt) 5000 m: 18. Platz - Klaus Wunderlich (TSC Berlin) 1000 m: 10. Platz 1500 m 9. Platz 5000 m: 5. Platz |

### Rodeln
Die Rennrodler beendeten die Wettbewerbe als erfolgreichste Nation. Sie konnten alle drei Wettbewerbe gewinnen, Bronze und Silber in den Einzelentscheidungen kamen noch hinzu. Hans Rinn, Olympiasieger im Doppelsitzer, konnte im Männereinzel eine weitere Medaille gewinnen.
| Frauen: - Margit Schumann (ASK Vorwärts Oberhof) - Ute Rührold (SC Traktor Oberwiesenthal) - Eva-Maria Wernicke (SC Traktor Oberwiesenthal) 4. Platz | Männer: - Dettlef Günther (SC Traktor Oberwiesenthal) - Hans Rinn (ASK Vorwärts Oberhof) - Hans-Heinrich Winkler (SC Traktor Oberwiesenthal) 4. Platz | Doppelsitzer - Hans Rinn und Norbert Hahn (ASK Vorwärts Oberhof) - Bernd Hahn und Ulrich Hahn (SC Traktor Oberwiesenthal) 16. Platz |

### Ski Nordisch

#### Langlauf
Die Skilangläuferinnen deuteten in den Einzelentscheidungen mit Platzierungen konstant unter den ersten 20 ihr Potential an, was sie mit Bronze in der Staffel auch bestätigten. 
 Die Männer konnten vor allem über 50 km überzeugen, wobei Gert-Dietmar Klause Silber gewann und Gerhard Grimmer den fünften Platz belegte. Die Männer-Staffel schied unter unglücklichen Umständen aus. Der in der 2. Runde führende Axel Lesser stieß mit einer Touristin zusammen und konnte das Rennen nicht fortsetzen.
| Frauen: - Barbara Petzold (SC Traktor Oberwiesenthal) 4 × 5-km-Staffel; 5 km ; 11. Platz 10 km ; 7. Platz - Monika Debertshäuser (SC Motor Zella-Mehlis) 4 × 5-km-Staffel; 5 km; 7. Platz 10 km; 14. Platz - Veronika Schmidt (SC Motor Zella-Mehlis) 4 × 5-km-Staffel; 5 km ; 12. Platz 10 km ; 8. Platz - Sigrun Krause (ASK Vorwärts Oberhof) 4 × 5-km-Staffel; 5 km ; 16. Platz 10 km ; 12. Platz - Christel Meinel (SC Dynamo Klingenthal) kein Einsatz | Männer: - Gert-Dietmar Klause (SC Dynamo Klingenthal) 15 km ;9. Platz 30 km ; 6. Platz 50 km ; 4 × 10-km-Staffel; ausgeschieden - Gerhard Grimmer (ASK Vorwärts Oberhof) 15 km ;49. Platz 30 km ; 16. Platz 50 km ; 5. Platz 4 × 10-km-Staffel; ausgeschieden - Jürgen Wolf (SC Dynamo Klingenthal) 15 km ;25. Platz - Gerd Heßler (SC Dynamo Klingenthal) 15 km ;28. Platz 50 km ; 28. Platz 4 × 10-km-Staffel; ausgeschieden - Axel Lesser (ASK Vorwärts Oberhof) 30 km ; 17. Platz 4 × 10-km-Staffel; ausgeschieden - Dieter Meinel (SC Dynamo Klingenthal) 30 km ; 33. Platz 50 km ; 33. Platz |

#### Skispringen
Allein die Sportler aus Österreich und der DDR machten die Medaillen in beiden Entscheidungen unter sich aus. Die DDR-Athleten nahmen dabei einen kompletten Medaillensatz mit. Auf der Großschanze waren unter den ersten acht Springern nur Vertreter dieser beiden Mannschaften platziert.
- Hans-Georg Aschenbach (ASK Vorwärts Oberhof)
Normalschanze ; 
Großschanze ; 8. Platz
- Jochen Danneberg (ASK Vorwärts Oberhof)
Normalschanze ; 
Großschanze; 4. Platz
- Bernd Eckstein (SC Motor Zella-Mehlis)
Normalschanze; 32. Platz
Großschanze ; 7. Platz
- Henry Glaß (SC Dynamo Klingenthal)
Normalschanze; 44. Platz
Großschanze ;

#### Nordische Kombination
Der Wettbewerb wurde zu einer deutsch-deutschen Angelegenheit, bei der sich BRD-Vertreter Urban Hettich zwischen Olympiasieger Wehling und den drittplatzierten Winkler schob. Platz 5 und 13 vervollständigten das hervorragende Mannschaftsergebnis.
- Ulrich Wehling (SC Traktor Oberwiesenthal)
Einzel (Normalschanze 90 m/15 km):
- Konrad Winkler (SC Traktor Oberwiesenthal)
Einzel (Normalschanze 90 m/15 km):
- Claus Tuchscherer (SC Dynamo Klingenthal)
Einzel (Normalschanze 90 m/15 km): 5. Platz
- Günter Deckert (SC Dynamo Klingenthal)
Einzel (Normalschanze 90 m/15 km): 13. Platz

## Statistik

### Medaillen nach Sportarten
Speziell die eher technisch geprägten Sportarten wie Bobfahren und Rennrodeln waren Medaillenbringer. Im Eiskunstlauf zeigte sich ein deutlicher Aufwärtstrend, wie auch im nordischen Skisport, wo zusammengenommen insgesamt jeweils zweimal Gold, Silber und Bronze gewonnen wurde.
| Medaillenspiegel (bezogen auf die Entscheidungen) | Medaillenspiegel (bezogen auf die Entscheidungen) | Medaillenspiegel (bezogen auf die Entscheidungen) | Medaillenspiegel (bezogen auf die Entscheidungen) | Medaillenspiegel (bezogen auf die Entscheidungen) | Medaillenspiegel (bezogen auf die Entscheidungen) |
| Platz                                             | Mannschaft                                        | Gold                                              | Silber                                            | Bronze                                            | Gesamt                                            |
| ------------------------------------------------- | ------------------------------------------------- | ------------------------------------------------- | ------------------------------------------------- | ------------------------------------------------- | ------------------------------------------------- |
| 1                                                 | Rennrodeln                                        | 3                                                 | 1                                                 | 1                                                 | 5                                                 |
| 2                                                 | Bob                                               | 2                                                 | 0                                                 | 0                                                 | 2                                                 |
| 3                                                 | Skispringen                                       | 1                                                 | 1                                                 | 1                                                 | 3                                                 |
| 4                                                 | Nordische Kombination                             | 1                                                 | 0                                                 | 1                                                 | 2                                                 |
| 5                                                 | Eiskunstlauf                                      | 0                                                 | 1                                                 | 2                                                 | 3                                                 |
| 6                                                 | Skilanglauf                                       | 0                                                 | 1                                                 | 1                                                 | 2                                                 |
| 7                                                 | Eisschnelllauf                                    | 0                                                 | 1                                                 | 0                                                 | 1                                                 |
| 8                                                 | Biathlon                                          | 0                                                 | 0                                                 | 1                                                 | 1                                                 |

### Medaillen nach Sportclubs
Die meisten Medaillengewinner kamen vom ASK Vorwärts Oberhof, wobei die Bobfahrer Meinhard Nehmer und Bernhard Germeshausen jeweils 2 Goldmedaillen gewannen. Von den 10 Oberhofer Goldmedaillen wurden sechs von Bobfahrern gewonnen.
| Medaillenspiegel (bezogen auf die einzelnen Athleten) | Medaillenspiegel (bezogen auf die einzelnen Athleten) | Medaillenspiegel (bezogen auf die einzelnen Athleten) | Medaillenspiegel (bezogen auf die einzelnen Athleten) | Medaillenspiegel (bezogen auf die einzelnen Athleten) | Medaillenspiegel (bezogen auf die einzelnen Athleten) |
| Platz                                                 | Mannschaft                                            | Gold                                                  | Silber                                                | Bronze                                                | Gesamt                                                |
| ----------------------------------------------------- | ----------------------------------------------------- | ----------------------------------------------------- | ----------------------------------------------------- | ----------------------------------------------------- | ----------------------------------------------------- |
| 1                                                     | ASK Oberhof                                           | 10                                                    | 1                                                     | 5                                                     | 16                                                    |
| 2                                                     | SC Traktor Oberwiesenthal                             | 2                                                     | 1                                                     | 2                                                     | 5                                                     |
| 3                                                     | SC Dynamo Berlin                                      | 0                                                     | 2                                                     | 3                                                     | 5                                                     |
| 4                                                     | SC Dynamo Klingenthal                                 | 0                                                     | 1                                                     | 1                                                     | 2                                                     |
| 5                                                     | SC Einheit Dresden                                    | 0                                                     | 1                                                     | 0                                                     | 1                                                     |
| 6                                                     | SC Motor Zella-Mehlis                                 | 0                                                     | 0                                                     | 2                                                     | 2                                                     |
| 7                                                     | SG Dynamo Zinnwald                                    | 0                                                     | 0                                                     | 1                                                     | 1                                                     |

### Teilnehmer nach Sportclubs
Die meisten Athleten stellte mit Abstand das Wintersportleistungszentrum der NVA in Oberhof, woher fast ein Drittel der Olympiamannschaft kam. Allein 12 von 19 Athleten waren Bobsportler oder Rennrodler. Das zweitgrößte Kontingent stellte etwas überraschend der SC Dynamo Berlin, wo nur Kufensportler trainierten. Die Wintersporthochburgen Oberwiesenthal und Klingenthal stellten 9 bzw. 7 Athleten.
| Mannschaft                | Männer | Frauen | Gesamt |
| ------------------------- | ------ | ------ | ------ |
| ASK Oberhof               | 17     | 2      | 19     |
| SC Dynamo Berlin          | 3      | 7      | 10     |
| SC Traktor Oberwiesenthal | 6      | 3      | 9      |
| SC Dynamo Klingenthal     | 7      | 0      | 7      |
| SC Karl-Marx-Stadt        | 2      | 3      | 5      |
| SC Motor Zella-Mehlis     | 1      | 2      | 3      |
| SG Dynamo Zinnwald        | 3      | 0      | 3      |
| TSC Berlin                | 2      | 0      | 2      |
| SC Einheit Dresden        | 0      | 2      | 2      |
| Gesamt                    | 41     | 19     | 60     |

## Weblink
- Olympiamannschaft der DDR 1976 in der Datenbank von Sports-Reference (englisch; archiviert vom Original)